# Forstdiebstahl
Ein Forstdiebstahl ist ein historisches Delikt, nämlich des im Forst verübten Diebstahls von Feldfrüchten oder Holz, das noch nicht zugerichtet ist. Der Forstdiebstahl war in Deutschland durch Landesgesetze geregelt und wurde milder bestraft als normaler Diebstahl.
Das Delikt des Forstdiebstahls bestand bis 1974.